# Heteroxyela ignota
Heteroxyela ignota (лат.) — ископаемый вид пилильщиков рода Heteroxyela из семейства Xyelidae. Обнаружен в нижнемеловых отложениях Китая (провинция Ляонин, Huangbanjigou, Shangyuan Town, Yixian Formation, барремский ярус, около 125 млн лет). Длина тела 12,4 мм, длина переднего крыла 8,7 мм. Вид Heteroxyela ignota был впервые описан в 2000 году китайскими энтомологами Х. Чжаном и Ж. Чжаном (H. C. Zhang, J. F. Zhang, Китай) вместе с видами Angaridyela endemica, A. robusta, A. suspecta, A. exculpta, Ceratoxyela decorosa, Isoxyela rudis, Lethoxyela excurva, L. vulgata, L. antiqua, Sinoxyela viriosa. Включён в состав рода Heteroxyela и трибы Gigantoxyelini (Macroxyelinae). Сестринские таксоны: Chaetoxyela, Chionoxyela, Gigantoxyela, Shartexyela.